# Contea di Greene (Ohio)
La contea di Greene (in inglese Greene County) è una contea dello Stato dell'Ohio, negli Stati Uniti. La popolazione al censimento del 2020 era di 167 966 abitanti. Il capoluogo di contea è Xenia mentre la città più grande è Beavercreek.
L'etimologia del nome deriva dal generale Nathanael Greene, un ufficiale della guerra d'indipendenza americana. La Contea di Greene è stata fondata il 24 marzo 1803.

## Contee confinanti
- Contea di Clark (Ohio) - nord
- Contea di Madison (Ohio) - nord est
- Contea di Fayette (Ohio) - sud est
- Contea di Clinton (Ohio) - sud
- Contea di Warren (Ohio) - sud est
- Contea di Montgomery (Ohio) - ovest